# Kupnowice Nowe (gmina)
Kupnowice Nowe – dawna gmina wiejska w powiecie rudeckim województwa lwowskiego II Rzeczypospolitej (1934–1939), a także jednostka podziału administracyjnego Generalnego Gubernatorstwa w latach 1941–1944, wchodząca w skład dystryktu galicyjskiego. Siedzibą gminy były Kupnowice Nowe.
Gminę utworzono 1 sierpnia 1934 r. w ramach reformy na podstawie ustawy scaleniowej z dotychczasowych gmin wiejskich: Błozew Dolna, Kanafosty, Knihynice, Kościelniki, Kropielniki, Kupnowice Nowe, Kupnowice Stare, Laszki Zawiązane, Nihowice, Ostrów, Rozdziałowice, Szeptyce, Wańkowice i Woszczańce.
W latach 1939–1941 zniesiona, będąc okupowana przez ZSRR, gdzie nie funkcjonowały gminy zbiorowe (vide rejony rudecki i krukienicki).
W 1941 roku reaktywowana na skutek wojny niemiecko-radzieckiej, po zajęciu obszaru przez władze hitlerowskie. Gmina weszła w skład powiatu lwowskiego (Kreishauptmannschaft Lemberg), należącego do dystryktu Galicja w Generalnym Gubernatorstwie, gdzie została zmodyfikowana. Część przedwojennego obszaru gminy (gromady Szeptyce i Woszczańce) włączono do nowo utworzonej gminy Rudki, natomiast do gminę Kupnowice Nowe powiększono o gromady Czernichów, Koniuszki Siemianowskie i Zagórze, należące przed wojną do (niereaktywowanej) gminy Koniuszki Siemianowskie. Ludność gminy w 1943 roku wynosiła 9322.
| Gmina w Landkreis Lemberg | Miejscowości / gromady                                                                      | Gmina (II RP)  | Powiat (II RP) | Rejon w ZSRR (1939–1941) |
| ------------------------- | ------------------------------------------------------------------------------------------- | -------------- | -------------- | ------------------------ |
| Kupnowice Nowe            | Czernichów, Koniuszki Siemianowskie i Zagórze                                               | Koniuszki Sm.  | rudecki        | rudecki                  |
| Kupnowice Nowe            | Błozew Dolna, Kanafosty, Kupnowice Nowe, Kupnowice Stare, Ostrów, Rozdziałowice i Wańkowice | Kupnowice Nowe | rudecki        | rudecki                  |
| Kupnowice Nowe            | Knihynice, Kościelniki, Kropielniki, Laszki Zawiązane i Nihowice                            | Kupnowice Nowe | rudecki        | krukienicki              |
| Rudki                     | Szeptyce i Woszczańce                                                                       | Kupnowice Nowe | rudecki        | rudecki                  |
| Rudki                     | Beńkowa Wisznia, Jaremków i Podhajczyki                                                     | Hoszany        | rudecki        | rudecki                  |
| Rudki                     | Chłopczyce, Dołobów, Michalewice, Nowosiółki Gościnne i Wistowice                           | Koniuszki Sm.  | rudecki        | rudecki                  |
| Rudki                     | Czajkowice, Kołbajowice i Ostrów Nowy                                                       | Pohorce        | rudecki        | rudecki                  |
| Rudki                     | Rudki                                                                                       | Rudki (m)      | rudecki        | rudecki                  |

Po II wojnie światowej obszar gminy został włączony do Ukraińskiej SRR.